# ریسمانیان
ریسمانیان (نام علمی: Restionaceae) نام یک خانواده از راسته گندم‌سانان است که در نواحی معتدل گرم، نیمه‌گرمسیری تا گرمسیری، اغلب در جنوب آفریقا و استرالیا می‌رویند.
ریسمانیان گیاهانی شورپسند با وظیفهٔ فتوسنتزی انتقال‌یافته به ساقه هستند. برگ‌ها به خوبی توسعه‌یافته، یا بسیار تقلیل یافته. گیاهانی ریشه دار. چندساله، با برگ‌های متراکم اولیه یا بدون برگ‌های متراکم قابل رؤیت. ساقه‌های جوان مقاوم به شکستن در ناحیه گره‌ها. ریزودار. شورپسند. برگ‌ها همیشه سبز یا خزان‌دار، متناوب، دوردیفه یا مارپیچی، چرمی، بدون دمبرگ، پوشش‌دار، ساده. پهنک برگ یکپارچه، با رگبرگ پرمانند. برگ‌ها زبانه‌دار یا غیرزبانه‌دار، گوشوارک‌دار یا بی‌گوشوارک.